# Mark Travers
Mark Travers (República de Irlanda, 18 de mayo de 1999) es un futbolista irlandés que juega de portero en el Everton F. C. de la Premier League de Inglaterra.

## Trayectoria
Fichó por el AFC Bournemouth inglés en 2016. En 2017 fue enviado a préstamo al Weymouth.
Debutó en el primer equipo de las cerezas el 4 de mayo de 2019 en la victoria por 1-0 sobre el Tottenham Hotspur, la primera victoria en la historia del club contra el equipo de Londres. Era el primer adolescente en debutar en la Premier League desde Joe Hart en 2006, y el primer adolescente que no concedió un gol desde el propio Hart.
El 6 de enero de 2021 fue cedido al Swindon Town F. C. hasta final de temporada, aunque tras un mes la cesión se canceló. La siguiente fue el ganador del guante de oro de la EFL Championship tras terminar la campaña, en la que regresaron a la Premier League, con veinte encuentros sin encajar ningún gol.
El 27 de julio de 2023 fue prestado al Stoke City F. C. para la temporada 2023-24. En el inicio de la misma jugó un total de 14 partidos antes de volver a Bournemouth a finales de octubre al tener el equipo a dos de sus porteros lesionados. Fue nuevamente cedido en enero de 2025, esta vez al Middlesbrough F. C. Esta fue la última cesión, ya que en julio fue traspasado al Everton F. C. y firmó hasta junio de 2029.

## Selección nacional
Ha representado a Irlanda en categorías inferiores.
En marzo de 2019 fue llamado a la selección de Irlanda por el entrenador Mick McCarthy para los encuentros de clasificación para la Eurocopa 2020 contra Gibraltar y Georgia, aunque no debutó.

## Clubes
| Club                           | País       | Año       |
| ------------------------------ | ---------- | --------- |
| AFC Bournemouth                | Inglaterra | 2017-2025 |
| Weymouth F. C. (préstamo)      | Inglaterra | 2017-2018 |
| Swindon Town F. C. (préstamo)  | Inglaterra | 2021      |
| Stoke City F. C. (préstamo)    | Inglaterra | 2023      |
| Middlesbrough F. C. (préstamo) | Inglaterra | 2025      |
| Everton F. C.                  | Inglaterra | 2025-     |